# Гервиш
Гервиш (нем. Gerwisch) — община в Германии, в земле Саксония-Анхальт. 
Входит в состав района Йерихов. Подчиняется управлению Бидериц-Мёзер.  Население составляет 2651 человек (на 31 декабря 2006 года). Занимает площадь 7,61 км².